# 瑙吉希莫尼
瑙吉希莫尼，是匈牙利沃什州所辖的一个村，总面积15.67平方公里，总人口967，人口密度61.7人/平方公里（2010年1月1日）。